# North Branch (rivier)
De North Branch (Engels: North Branch River) is een 59 km lange rivier die zich in het zuidwesten van het Canadese eiland Newfoundland bevindt.

## Verloop
De rivier ontspringt in het met meren bezaaide binnenland van zuidwestelijk Newfoundland. De North Branch gaat ruim 30 km in noordelijke à noordwestelijke richting, alvorens naar het westen en uiteindelijk naar het zuiden af te buigen. Bij de locatie waar de rivier in zuidelijke richting begint te stromen, gaat hij onderdoor de Trans-Canada Highway (NL-1). Vanaf daar stroomt de rivier ook naar beneden in de Codroyvallei. Na 59 km vloeit de rivier samen met de South Branch. De ene rivier die ontstaat na die samenvloeiing noemt de Grand Codroy en stroomt verder richting het Grand Codroy-estuarium.